# Денверська міжнародна класифікація хромосом
Денверська міжнародна класифікація хромосом — міжнародна класифікація хромосом створена у Денвері, США у 1960 році. 
За нею всі аутосоми людини поділяються на 7 груп залежно від довжини хромосом і розміщення центромери. Кожна група позначається латинськими літерами від А до G. Крім того, всі аутосоми в порядку зменшення нумеруються (від 1 до 22). Визначені також статеві хромосоми X і Y.

## Попередня класифікація за положенням центромери
- метацентричні – центромера розташована в середній частині хромосоми
- субметацентричні – центромера трохи зміщена від центральної ділянки хромосоми
- акроцентричні – центромера сильно зміщена від центра та знаходиться в дистальній ділянці хромосоми

## Групи
- Група 1-3 (А): великі хромосоми, які чітко відрізняються одна від одної; центромери розташовані посередині (метацентричні).

- Група 4-5 (В): великі хромосоми, які мало відрізняються одна від одної; центромери зміщені до одного з кінців хромосоми (субметацентричні).

- Група 6-12 (С): хромосоми середніх розмірів, мало різняться між собою; центромери розташовані ближче до одного з кінців (субметацентричні). Найбільша за довжиною з цієї групи хромосом - 6-а, вона схожа з Х-хромосомою.

- Група 13-15 (D): хромосоми середніх розмірів; центромери майже повністю зміщені до одного з кінців хромосоми (акроцентричні). У всіх трьох хромосом виявлені супутники.

- Група 16-18 (Е): короткі хромосоми; у 16-ї хромосоми центромера розташована майже посередині (субметацентричні), у 17-ї і 18-ї хромосом центромери зміщені.

- Група 19-20 (F): маленькі (короткі) хромосоми; центромери розташовані посередині (метацентричні).

- Група 21-22 (G): найменші хромосоми; центромери знаходяться на кінцях хромосом (акроцентричні). 21-ша хромосома має сателіт на короткому плечі. З хромосомами цієї групи схожа Y-хромосома.

Статеві хромосоми виділяються окремо.